# برايان وارنر
برايان وارنر (1919 في نيوزيلندا - 24 يناير 1968) (بالإنجليزية: Brian Warner)‏ هو لاعب كريكت نيوزلندي.

## وصلات خارجية
- برايان وارنر على موقع إي آس بي آن كريك إنفو (الإنجليزية)